# Jüdischer Friedhof Werne

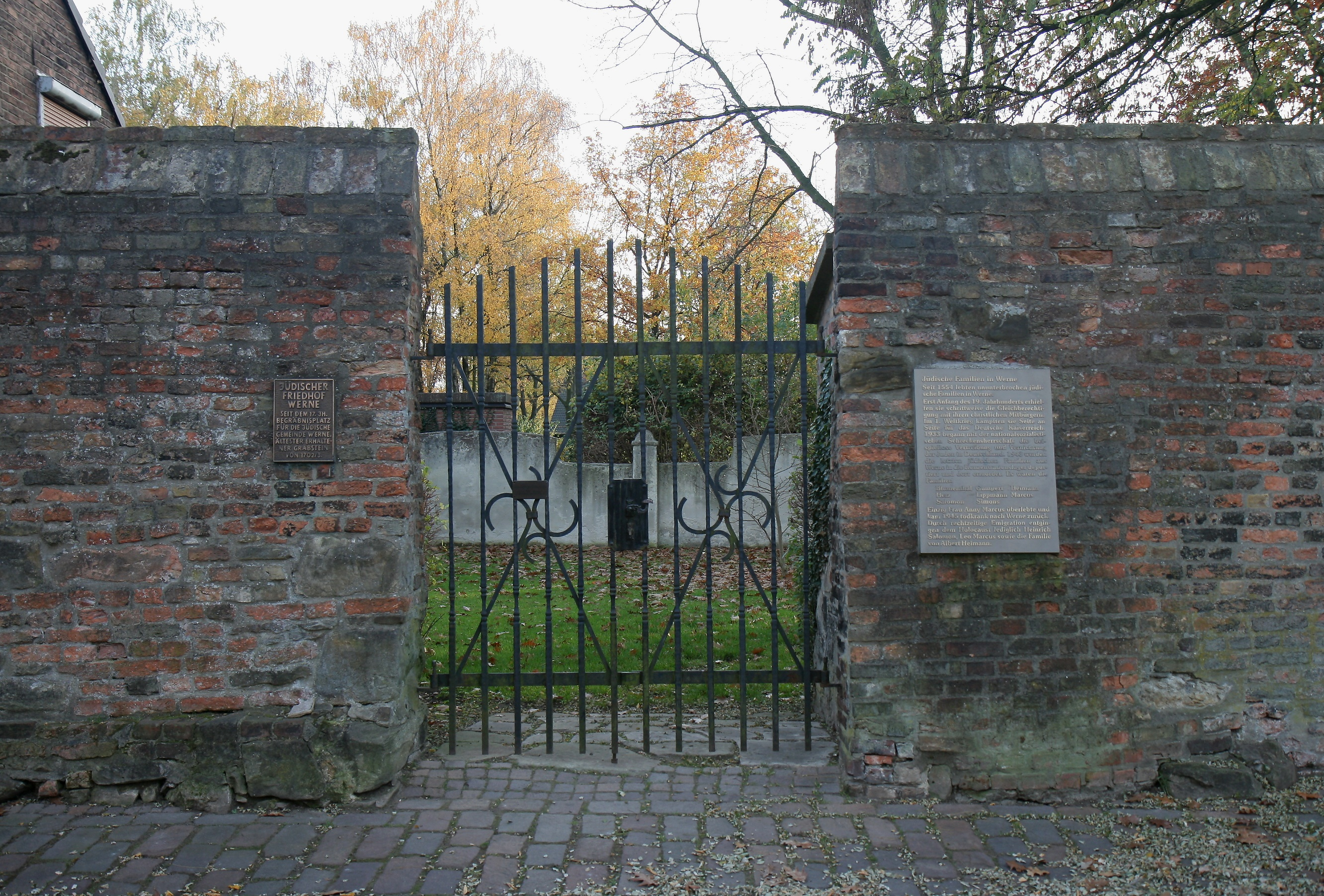
Portal

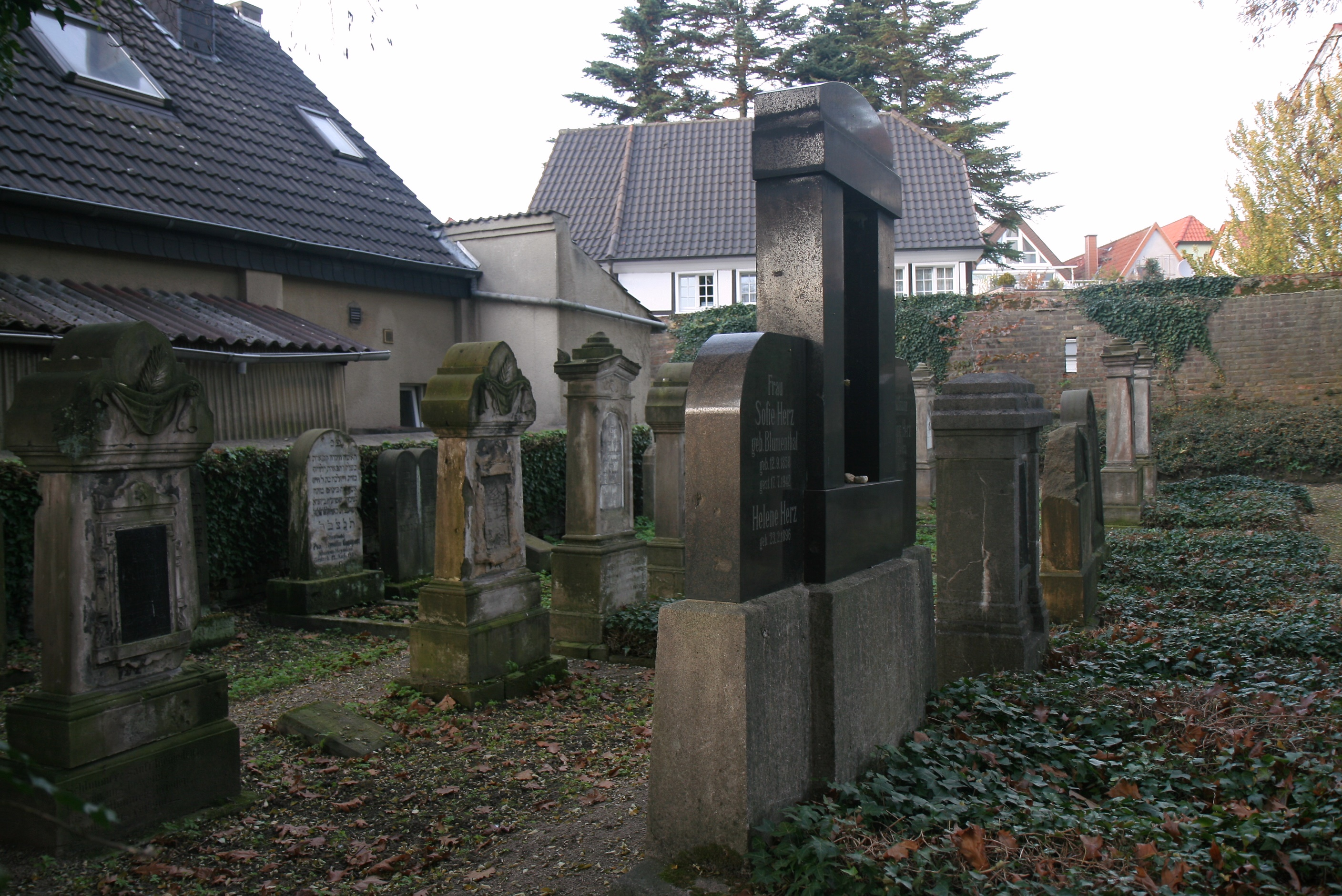
Grabsteine

Der Jüdische Friedhof Werne befindet sich an der „Südwestecke“ der Altstadt von Werne (Nordrhein-Westfalen) zwischen dem Schüttenwall und Stadtmauer. Er ist jetzt ca. 700 m² groß, seine ursprüngliche Größe ist unbekannt. Heute befinden sich auf dem Friedhof noch 37 Gräber mit 35 Grabsteinen (Mazewot).

## Geschichte
Seit wann der Friedhof der jüdischen Gemeinde als Begräbnisstätte diente ist nicht zu belegen. Ein Ratsprotokoll der Stadt Werne vom 23. November 1698 bestätigt, dass die jüdische Gemeinde von alters her ihren Friedhof „auf dem Schüttenwall“  besaß. 1779 erweiterte die jüdische Gemeinde den bereits bestehenden Friedhof, der Preis des zugekauften Grundstückes betrug 25 Taler. Nach dem amtlichen Begräbnisregister starben in Werne von 1822 bis 1875 71 Personen jüdischen Glaubens. Das letzte Begräbnis fand im Jahre 1942 statt.
Seit dem 21. März 1985 ist der Friedhof als Baudenkmal geschützt.

## Einzelheiten
- Der älteste Grabstein ist aus dem Jahre 1702/1703. Am 22. Tammus 5463 (22. Juli 1703) starb eine Matchen, sie war Tochter des Menachem. Auf dem rechten Teil dieses Steins wird eine männliche Person genannt. Sein Vater war Abraham. Ob diese Person am 1. Tag des Wochenfestes 1703 starb, geht aus der Inschrift des Steines nicht hervor.
- Die hebräische Grabinschrift besagt, dass am 5. Tammus 5634 (20. Juni 1874) eine Schalotcha Ehefrau des Isaak starb.
- Am 25. Juni 1874 verstarb laut dem Begräbnisregister Charlotte Silberberg mit 45 Jahre, ihr Ehemann war der Kaufmann Isaac Bendix.
- Am 17. Juli 1942 verstarb Sofie Herz geb. Blumenthal, sie wurde als letzte Jüdin bestattet. Ihr Ehemann Philipp verstarb bereits am 6. April 1917. Weiterhin trägt der Grabstein den Namen ihrer Tochter Helene bzw. Lena. Sie wurde am 23. Februar 1896 in Werne geboren und im KZ Auschwitz ermordet.